# سیندرلا ۳: پیچ و تاب در زمان
سیندرلا ۳: پیچ و تاب در زمان (انگلیسی: Cinderella III: A Twist in Time) فیلمی در ژانر کمدی است که در سال ۲۰۰۷ منتشر شد.
این انیمیشن نمره ۷۱ را از منتقدین دریافت کرد در حالی که قسمت قبلی سیندرلا ۲: رویاها به حقیقت می‌پیوندند نمره ۱۱ را دریافت کرده بود.
قرار بود دنباله‌های بیشتری از سیندرلا ساخته شود اما بعد از ساخت سیندرلا ۳،والت دیزنی اعلام کرد که قسمت دیگری از انیمیشن سیندرلا نمی‌سازد.

## خلاصه داستان
«بانو ترمین» به عصای سحرآمیز پری مهربان دست پیدا کرده و به وسیلهٔ آن به زمانی که «سیندرلا» کفش‌های شیشه‌ای را به پا می‌کند، بازمی‌گردد. او کفش‌ها را به پای یکی از خواهران او «آناستازیا» کرده و حافظه شاهزاده را از خاطرات «سیندرلا» پاک می‌کند و…